# Kviteseid
Kviteseid là một đô thị ở hạt Telemark, Na Uy.
Giáo khu Hvideseid đã được lập thành một đô thị ngày 1 tháng 1 năm 1838 (xem:formannskapsdistrikt).
Các đô thị giáp ranh là: tây bắc là Seljord, đông là Nome, nam là Drangedal, Nissedal và Fyresdal còn tây là Tokke. Điểm cao nhất là Sveinsheia, 1.141 m trên mực nước biển.
Các ngành chính: lâm nghiệp, nông nghiệp, du lịch, thủy điện.
Trong đô thị này có làng Morgedal, cũng được gọi là "cái nôi của môn trượt tuyết hiện đại" ("Skisportens vugge"), quê hương của Sondre Norheim.
Tại đây có nhiều khu trượt tuyết.

## Liên kếtngoài
- Kviteseidbyen
- Vrådal.com
- Morgedal.no Lưu trữ ngày 22 tháng 12 năm 2014 tại Wayback Machine
- Kommunefakta Telemark (Statistisk Sentralbyrå) Lưu trữ ngày 9 tháng 3 năm 2005 tại Wayback Machine